# Banking on Bitcoin
Banking on Bitcoin è un docu-film del 2016 diretto da Christopher Cannucciari.
Pellicola sugli inizi del bitcoin e sulle sue evoluzioni distribuita da Gravitas Ventures.

## Trama
L'opera contiene diverse interviste ad alcuni dei primi membri coinvolti nella creazione e nella vendita dei Bitcoin, tra cui Charlie Shrem, Erik Voorhees, Gavin Andresen, David Chaum e i gemelli Winklevoss.

## Distribuzione
Banking on Bitcoin è stato rilasciato anche su Netflix, fornendo a molti spettatori un'introduzione e una panoramica sul mondo delle criptovalute.

## Critica
Il titolo ha ottenuto il 65% di recensioni positive (su un totale di 94) sull'aggregatore di recensioni Rotten Tomatoes con un punteggio medio di 3.6/5.